# Copa Brasil de Voleibol Masculino de 2024
A Copa Brasil de Voleibol Masculino de 2024, oficialmente Copa Brasil BET7K por questões de patrocínio, foi a 12.ª edição desta competição organizada pela Confederação Brasileira de Voleibol (CBV) através da Unidade de Competições Nacionais. O evento ocorreu de 24 de janeiro a 10 de março e contou com a participação de oito equipes.
A Prefeitura Municipal de São José confirmou a cidade de São José como sede da fase final do torneio que aconteceu nos dias 9 e 10 de março.
O Sada Cruzeiro conquistou o título da Copa Brasil ao enfrentar o Vedacit Vôlei Guarulhos. A equipe mineira, conhecida como Cabuloso, triunfou por 3 sets a 0, e conquistou seu oitavo título da Copa Brasil.

## Regulamento
Classificaram-se para a disputa da Copa Brasil de 2024 as oito melhores equipes do primeiro turno da fase classificatória da Superliga Série A de 2023–24. O torneio foi disputado em sistema eliminatório, em jogos únicos, dividido em três fases: quartas de final, semifinais e final.
Nas quartas de final, os confrontos foram baseados na posição de cada equipe na tabela da Superliga Série A de 2023–24, conforme a seguir: 1º x 8º, 2º x 7º, 3º x 6º e 4º x 5º, com o mando de quadra da equipe de melhor campanha. As equipes vencedoras desta fase avançaram para as semifinais e posteriormente as finais, definidas em partida única, com sede a definir.

## Equipes participantes
| Equipe                  | Cidade              | Arena                           | Capacidade | Qualificação |
| ----------------------- | ------------------- | ------------------------------- | ---------- | ------------ |
| Sada Cruzeiro           | Contagem            | Ginásio Poliesportivo do Riacho | 2 000      | 2.º          |
| Vôlei Renata/Campinas   | Campinas            | Ginásio do Taquaral             | 2 600      | 8.º          |
| Itambé/Minas            | Belo Horizonte      | Arena Minas Tênis Clube         | 3 650      | 5.º          |
| Sesi-Bauru              | Bauru               | Arena Paulo Skaf                | 5 000      | 3.º          |
| Suzano Vôlei            | Suzano              | Arena Suzano                    | 4 000      | 6.º          |
| Vedacit Vôlei Guarulhos | Guarulhos           | Ginásio Ponte Grande            | 3 000      | 4.º          |
| Farma Conde/São José    | São José dos Campos | Farma Conde Arena               | 5 000      | 1.º          |
| Joinville Vôlei         | Joinville           | Centreventos Cau Hansen         | 4 000      | 7.º          |

## Resultados
|  | Quartas de final                    | Quartas de final        |                         |   | Semifinais | Semifinais |  |  | Final | Final |
|  |                                     |                         |                         |   |            |            |  |  |       |       |
|  | 25 de janeiro – São José dos Campos |                         |                         |   |            |            |  |  |       |       |
|  |                                     |                         |                         |   |            |            |  |  |       |       |
|  | Farma Conde/São José                | 1                       |                         |   |            |            |  |  |       |       |
|  | Farma Conde/São José                | 1                       | 9 de março – São José   |   |            |            |  |  |       |       |
|  | Vôlei Renata/Campinas               | 3                       |                         |   |            |            |  |  |       |       |
|  | Vôlei Renata/Campinas               | 3                       | Vôlei Renata/Campinas   | 2 |            |            |  |  |       |       |
|  | 25 de janeiro – Guarulhos           |                         | Vôlei Renata/Campinas   | 2 |            |            |  |  |       |       |
|  |                                     | Vedacit Vôlei Guarulhos | 3                       |   |            |            |  |  |       |       |
|  | Vedacit Vôlei Guarulhos             | Vedacit Vôlei Guarulhos | 3                       | 3 |            |            |  |  |       |       |
|  | Vedacit Vôlei Guarulhos             |                         | 10 de março – São José  | 3 |            |            |  |  |       |       |
|  | Itambé/Minas                        | 1                       |                         |   |            |            |  |  |       |       |
|  | Itambé/Minas                        | 1                       | Vedacit Vôlei Guarulhos | 0 |            |            |  |  |       |       |
|  | 25 de janeiro – Contagem            |                         | Vedacit Vôlei Guarulhos | 0 |            |            |  |  |       |       |
|  |                                     | Sada Cruzeiro           | 3                       |   |            |            |  |  |       |       |
|  | Sada Cruzeiro                       | Sada Cruzeiro           | 3                       | 3 |            |            |  |  |       |       |
|  | Sada Cruzeiro                       | 9 de março – São José   |                         | 3 |            |            |  |  |       |       |
|  | Joinville Vôlei                     | 1                       |                         |   |            |            |  |  |       |       |
|  | Joinville Vôlei                     | 1                       | Sada Cruzeiro           | 3 |            |            |  |  |       |       |
|  | 24 de janeiro – Bauru               |                         | Sada Cruzeiro           | 3 |            |            |  |  |       |       |
|  |                                     | Sesi-Bauru              | 0                       |   |            |            |  |  |       |       |
|  | Sesi-Bauru                          | Sesi-Bauru              | 0                       | 3 |            |            |  |  |       |       |
|  | Sesi-Bauru                          |                         |                         | 3 |            |            |  |  |       |       |
|  | Suzano Vôlei                        | 0                       |                         |   |            |            |  |  |       |       |
|  | Suzano Vôlei                        | 0                       |                         |   |            |            |  |  |       |       |

- Todas as partidas seguem o horário de Brasília (UTC−3).

### Quartas de final
| Data   | Hora  |                         | Placar |                       | Set 1 | Set 2 | Set 3 | Set 4 | Set 5 | Total | Relatório |
| ------ | ----- | ----------------------- | ------ | --------------------- | ----- | ----- | ----- | ----- | ----- | ----- | --------- |
| 24 jan | 18:30 | Sesi-Bauru              | 3–0    | Suzano Vôlei          | 30–28 | 30–28 | 25–21 |       |       | 85–77 | Relatório |
| 25 jan | 16:00 | Vedacit Vôlei Guarulhos | 3–1    | Itambé/Minas          | 9–25  | 25–19 | 25–23 | 25–23 |       | 84–90 | Relatório |
| 25 jan | 18:30 | Sada Cruzeiro           | 3–1    | Joinville Vôlei       | 23–25 | 25–22 | 25–23 | 25–19 |       | 98–89 | Relatório |
| 25 jan | 20:00 | Farma Conde/São José    | 1–3    | Vôlei Renata/Campinas | 23–25 | 23–25 | 25–19 | 22–25 |       | 93–94 | Relatório |

### Semifinais
| Data  | Hora  |                       | Placar |                         | Set 1 | Set 2 | Set 3 | Set 4 | Set 5 | Total   | Relatório |
| ----- | ----- | --------------------- | ------ | ----------------------- | ----- | ----- | ----- | ----- | ----- | ------- | --------- |
| 9 mar | 16:30 | Vôlei Renata/Campinas | 2–3    | Vedacit Vôlei Guarulhos | 26–24 | 25–19 | 19–25 | 22–25 | 12–15 | 104–108 | Relatório |
| 9 mar | 19:00 | Sada Cruzeiro         | 3–0    | Sesi-Bauru              | 25–16 | 25–19 | 25–21 |       |       | 75–56   | Relatório |

### Final
| Data   | Hora  |                         | Placar |               | Set 1 | Set 2 | Set 3 | Set 4 | Set 5 | Total | Relatório |
| ------ | ----- | ----------------------- | ------ | ------------- | ----- | ----- | ----- | ----- | ----- | ----- | --------- |
| 10 mar | 18:30 | Vedacit Vôlei Guarulhos | 0–3    | Sada Cruzeiro | 22–25 | 18–25 | 17–25 |       |       | 57–75 | Relatório |

## Classificação final
| Posição           | Equipe                  |
| ----------------- | ----------------------- |
| Medalha de ouro   | Sada Cruzeiro           |
| Medalha de prata  | Vedacit Vôlei Guarulhos |
| Medalha de bronze | Sesi-Bauru              |
| 4                 | Vôlei Renata/Campinas   |
| 5                 | Farma Conde/São José    |
| 6                 | Itambé/Minas            |
| 7                 | Suzano Vôlei            |
| 8                 | Joinville Vôlei         |

|  | Classificado para a Supercopa de 2024 e para o Campeonato Sul-Americano de 2025 |

| Copa Brasil de Voleibol de 2024    |
| Minas Gerais                       |
| ---------------------------------- |
| Campeão Sada Cruzeiro (8.º título) |

| Elenco |
| --- |
| Welinton Oppenkoski, Pedro Henrique, Otávio Pinto, Nicolás Uriarte, Guilherme Rech, Lucas Batista, Wallace de Souza, Cledenílson Batista, Rodrigo Leão, Rodrigo Ribeiro, Gabriel Vaccari, Lucas Saatkamp, Alexandre Elias, Carlos Castro, Miguel López |
| Técnico |
| Filipe Ferraz |